# قصر مارد
قصر مارد قصر تاريخي يقع في منطقة القصيم وسط المملكة العربية السعودية.

## الموقع
يقع القصر على تل صخري مرتفع شرقي عين بن فهيد بالأسياح٬ على مسافة 2 كم من الموقع المعروف تاريخيًا باسم النباج الذي يعد أحد أكبر محطات طريق الحج العراقي٬ والمحطة الأولى في منطقة القصيم.

## البناء
فيما يتعلق بتاريخ قصر مارد فهناك من يعتقد أنه يعود إلى القرن العاشر الهجري (السادس عشر الميلادي)٬ وذلك بمقارنة طراز بنائه بطرز معمارية مشابهة في بعض الدول العربية. في حين يوجد من ينسبه إلى صدر الدولة العباسية التي شهدت تطورًا كبيرًا في العمارة وخصوصًا على المسالك والطرق.

## الوصف
شيد القصر على مساحة مربعة الشكل يبلغ طول ضلعها 40 متر٬ وله بوابة رئيسة في جهته الغربية المطلة على مدينة العين (عين ابن فهيد)٬ وقد بني سور القصر الخارجي بأحجار صلبة سوداء اللون بسُمك متر واحد٬ كما زودت الأجزاء العلوية منه بطوب الآجر فبلغ ارتفاع الأجزاء المتبقية منه وخصو ًصا في ركنه الشمالي الغربي 4 متر. واستخدمت مادة الجص البيضاء المائلة إلى الحمرة المعدة محليًا للربط بين مداميك جدران القصر٬ وكذلك لكسوة الجدران ودك أرضيات الوحدات المعمارية.
مما يضفي على الشكل الخارجي للقصر هيئة الحصن٬ تلك الأبراج التي تدعم سور القصر٬ وقد وزعت بطريقة هندسية٬ بحيث يحتوي كل ركن من أركانه الأربعة على برج مربع الشكل طول ضلعه 2.5 متر٬ في حين يتوزع في منتصف أضلاعه بين أبراج الأركان زوج من هذه الأبراج. أما مساحة القصر من الداخل فإنها موزعة إلى قسمين رئيسين: الأول ساحة مركزية كبيرة ذات شكل مربع يبلغ طول ضلعها 24 متر٬ وتستخدم لمزاولة الأنشطة والوظائف الداخلية للقصر٬ إلى جانب المرور عبرها٬ وتزويد وحدات القصر ومرافقه بالإنارة والتهوية٬ وأما القسم الآخر فيشكل وحدات القصر وعناصره المعمارية التي تستند من الخلف على سور القصر٬ أما من الأمام فتطل على الساحة المركزية للقصر.
يتضح من الأجزاء الشاخصة في قصر مارد عدد من الوحدات والمرافق البنائية كالغرف والممرات٬ بالإضافة إلى عدد من العناصر المعمارية ذات الطابع الوظيفي أو التجميلي كمداخل الوحدات والنوافذ والفتحات الدفاعية٬ إلى جانب دكات ومصاطب الجلوس والدرج ونظام التسقيف بالأقبية المرتكزة على العقود والأعمدة٬ ونحو ذلك . كما يظهر في الجهة الجنوبية الغربية من القصر منخفض مطمور بالأنقاض يبدو أنه حوض مائي أو بركة صغيرة٬ إن لم يكن بئرًا٬ تحيط به من جميع جهاته دعامات بأبعاد مناسبة٬ كما تظهر في الجهة الشمالية الغربية من القصر مخلفات فخارية كثيرة تكونت على هيئة أكوام تعرف محليًا بـ المصينع.

## وصلات خارجية
- صورة قصر مارد